# Казапинта
Казапѝнта (на италиански и на пиемонтски: Casapinta) е село и община в Северна Италия, провинция Биела, регион Пиемонт. Разположено е на 432 m надморска височина. Населението на общината е 464 души (към 2010 г.).